# Linyphia tuasivia
Linyphia tuasivia är en spindelart som beskrevs av Marples 1955. Linyphia tuasivia ingår i släktet Linyphia och familjen täckvävarspindlar. Inga underarter finns listade i Catalogue of Life.